# バブヤン海峡

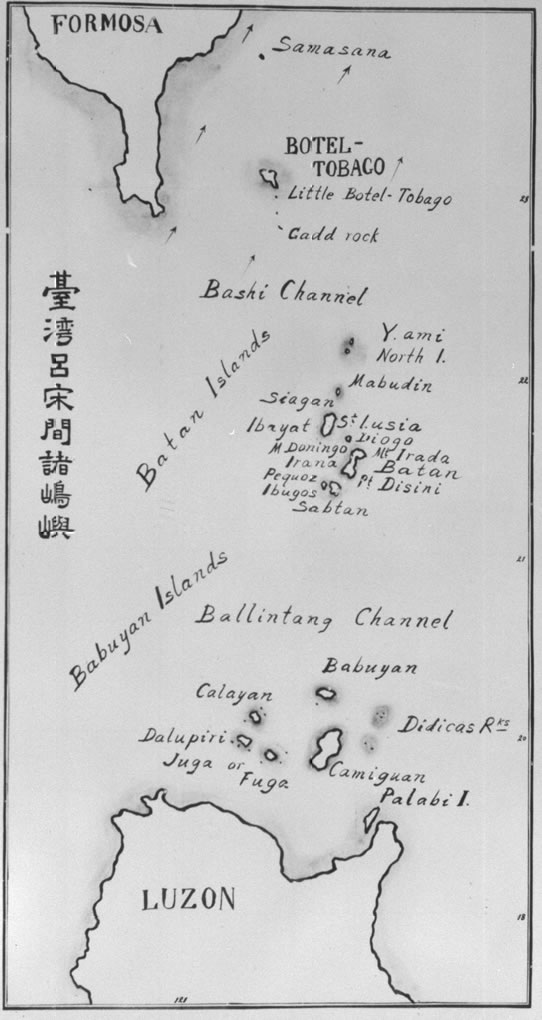
台湾とルソン島との間の海峡。ルソン島のすぐ北にある5つほどの島がバブヤン諸島。

バブヤン海峡(バブヤンかいきょう、Babuyan Channel)はルソン海峡にあるフィリピン領のバブヤン諸島とルソン島との間の小さな海峡。